# Hemitriccus nidipendulus
El titirijí de Wied (Hemitriccus nidipendulus), también denominado mosqueta de hangnest, es una especie de ave paseriforme de la familia Tyrannidae perteneciente al numeroso género Hemitriccus. Es endémico del este de Brasil.

## Distribución y hábitat
Se encuentra en el este de Brasil, desde Alagoas hasta el norte de Santa Catarina.
Esta especie es considerada bastante común en sus hábitats naturales: varios tipos de bosques, como mata atlántica de faldeos o montana, bosques de araucaria, mesófilas y de galería, entre el nivel del mar y los 900 m de altitud.

## Descripción
Mide 12 cm de longitud. Esta especie es relativamente fácil de distinguir de sus congéneres por las características del plumaje; las partes superiores son de un amarillo verdoso uniforme, con una marca loral pálida y las partes inferiores son de un blanco bastante limpio. El iris es prominente y distintivamente pálido, por lo menos en los adultos.

## Comportamiento
Frecuenta los bordes del bosque pero prefiere el sotobosque abierto u oscuro, desapareciendo rápidamente de pequeños fragmentos de bosque aislados.

### Reproducción
Construye un nido de aspecto piriforme, con entrada lateral, fijado en ramas a 1,5 m del suelo, sobre arroyos.

## Sistemática

### Descripción original
La especie H. nidipendulus fue descrita por primera vez por el naturalista alemán Maximilian zu Wied-Neuwied en 1831 bajo el nombre científico Euscarthmus nidipendulus; la localidad tipo es «Río Mucuri, Bahia, Brasil».

### Etimología
El nombre genérico masculino «Hemitriccus» se compone de las palabras del griego « ἡμι hēmi» que significa ‘pequeño’, y « τρικκος trikkos»: pequeño pájaro no identificado; en ornitología, «triccus» significa «atrapamoscas tirano»; y el nombre de la especie «nidipendulus» se compone de las palabras del latín «nidus, nidi» que significa ‘nido’, y «pendulus», que significa ‘colgante’.

### Taxonomía
Anteriormente fue incluida dentro del ahora obsoleto género Idioptilon y antes fue considerada la especie tipo del también obsoleto género Euscarthmornis.

### Subespecies
Según las clasificaciones del Congreso Ornitológico Internacional (IOC)  y Clements Checklist/eBird v.2021 se reconocen xxx subespecies, con su correspondiente distribución geográfica:
- Hemitriccus nidipendulus nidipendulus (Wied-Neuwied, 1831) – Sergipe (reserva de Itabaiana) y Bahía (Bonfim), en el este de Brasil.
- Hemitriccus nidipendulus paulistus (Hellmayr, 1914) – centro este y sureste de Brasil (sur de Minas Gerais y Espírito Santo hacia el sur hasta Río de Janeiro y São Paulo. Registros también en Paraná y extremo norte de Santa Catarina.[6]